# Benzoato de cálcio
O benzoato de cálcio, um sal de cálcio do ácido benzoico, é conhecido sobretudo pela sua utilização como conservante alimentar (E213), já que possui propriedades antibacteriais e antifúngicas.
Consta da lista de aditivos aprovados pela União Europeia, embora possa ter efeitos menos desejáveis sobre o ser humano. Alguns desses efeitos já descritos incluem inibição das enzimas digestivas e depleção dos níveis do aminoácido glicina. 

## Dados químicos

### Fórmula química
Anidro: C14H10CaO4
Monohidratado: C14H10CaO4 · H2O
Trihidratado: C14H10CaO4· 3 H2O

### Massa molecular
Anidro: 282.31u
Monohidratado: 300.32 u
Trihidratado: 336.36 u